# City Lights (Lou Reed)
City Lights - Classic Performances by Lou Reed è un album compilation di Lou Reed, pubblicato nel 1985 dalla Arista Records.

## Tracce
1. Coney Island Baby (live)
2. Berlin (live)
3. Satellite Of Love (live)
4. Senselessly Cruel
5. Temporary Thing
6. Gimmie Some Good Times
7. City Lights
8. Looking For Love
9. Think It Over